# République unie
« La République unie » est l'hymne national du Yémen. Ses paroles ont été écrites par Abdallah Abdulwahab Noman et sa musique a été composée par Ayoub Tarish. À l'origine, République unie était l'hymne national du Yémen du Sud ; il est devenu l'hymne de l'ensemble du pays lors de la réunification des deux Yémen en 1990.

## Paroles

### Paroles arabes
| Écriture arabe | Écriture latine | Transcription API |
| --- | --- | --- |
| رددي أيتها الدنيا نشيدي ردديه وأعيدي وأعيدي واذكري في فرحتي كل شهيد وأمنحيه حللاً من ضوء عيدي 𝄇 رددي أيتها الدنيا نشيدي 𝄆 وحدتي، وحدتي، يانشيداً رائعاً يملاُ نفسي أنت عهد عالق في كل ذمة رايتي، رايتي، يانسيجاً حكته من كل شمس أخلدي خافقة في كل قمة أمتي، أمتي، امنحيني البأس يامصدر بأسي وأذخريني لك يا أكرم أمة عشت إيماني وحبي أمميا ومسيري فوق دربي عربيا وسيبقى نبض قلبي يمنيا لن ترى الدنيا على أرضي وصيا | Jawqa: Raddidī ayatuhā ad-dunyā nashīdī Raddidīhi wa-a‘īdī, wa-a‘īdī Wa-adhkurī fī-farḥatī kulla shahīdi Wa-amnaḥīhi ḥullalān min ḍaw‘i ‘īḍḍī 𝄆 Raddidī ayatuhā ad-dunyā nashīdi 𝄇 Waḥdatī, waḥdatī Yā nashīdān rāi‘an yamlau nafsī Anti ‘ahdun ‘aliqun fī-kulli dhimmah Rāyatī, rāyatī Yā nasījān ḥiktahu min kulli shamsi Ukhludī khāfiqatan fī-kulli qimmah Ummatī, ummatī Imnaḥīni al-bạsa yā maṣdari bạsī Wa-adhkhurīni laki yā akrama ummah ‘Ishtu īmānī wa-ḥubbī umamiyā Wa-masīrī fawqa darbī ‘arabiyā Wa-sayabqā nabḍu qalbī yamaniyā Lan tarā ad-dunyā ‘alā arḍī waṣiyā. | [ɟɑw.qɑ] [ræd.dɪ.di ʔæ.jæ.tʊ.hæː‿d.dʊn.jæː næ.ʃiː.diː] [ræd.dɪ.di.hɪ wɑ.ʔɑ.ʕɪː.diː wɑ.ʔɑ.ʕɪː.diː] [wɑːð.kʊ.ri fiː fɑr.ħɑ.ti kʊl.læ ʃæ.hiː.di] [wɑːm.nɑ.ħɪ.hi ħʊ.læ.læːn mɪn dˤɑw.ʕɪ ʕɪː.diː] 𝄆 [ræd.dɪ.di ʔæ.jæ.tʊ.hæː‿d.dʊn.jæː næ.ʃiː.diː] 𝄇 [wɑħ.dæ.ti wɑħ.dæ.ti] [jæː næ.ʃiː.dæn rɑ̯ː.ʔɪ.ʕɑn jæm.læ.ʔʊ næf.si] [æn.tɪ ʕɑh.dʊn ʕɑ.lɪ.qʊn fiː kʊl.lɪ ðɪm.mæ] [rɑː.jæ.ti rɑː.jæ.ti] [jæː næ.si.ɟæn ħɪk.tʊ.hu mɪn kʊl.lɪ ʃæm.si] [ʊχ.lʊ.di χɑ.fɪ.qɑ.tæn fiː kʊl.lɪ qɪm.mæ] [ʊm.mæ.ti ʊm.mæ.ti] [ɪm.nɑ.ħɪ.nɪ‿l.bæʔ.sæ jæː mɑsˤ.dɑ.rɪ bæʔ.si] [wɑð.χʊ.rɪ.ni læ.ki jæː æk.rɑ.mæ ʊm.mɑ] [ʕɪʃ.tʊ i.mæː.ni wɑ.ħʊb.bi u.mæ.mi.jæ] [wɑ mæ.sɪ.ri fɑw.qɑ dɑr.bi ʕɑ.rɑ.bi.jæ] [wɑ sæ.jæb.qɑː nɑb.dˤʊ qɑl.bi jæ.mæ.ni.jæ] [læn tɑ.rɑː‿d.dʊn.jæː ʕɑ.læ ɑr.dˤɪ wɑ.sˤɪ.jæ] |

### Traduction en français
Refrain :
Répète, ô monde, ma chanson.
Fais leur écho encore et encore.
Souviens-toi, à travers ma joie, de chacun de mes martyrs
Revêts-le des manteaux brillants de nos festivals.
𝄆 Répète, ô monde, ma chanson. 𝄇
Mon unité, mon unité
Ô chant merveilleux qui emplit mon cœur,
Tu es la promesse de tout à venir,
Ma bannière, ma bannière
Ô tissu cloué de chaque soleil
Élevé pour toujours, à chaque sommet
Ma nation, ma nation
Donne-moi la force, ô source de force
Et sauve-moi pour toi, meilleure nation.
En confiance et en amour je fais partie de l'humanité.
Je suis un Arabe dans toute ma vie.
Mon cœur bat au rythme du Yémen.
Aucun étranger ne dominera le Yémen.